# Coenotephria rejectaria
Coenotephria rejectaria là một loài bướm đêm trong họ Geometridae.